# Miloš Glonek
Miloš Glonek (Zlaté Moravce, 26 september 1968) is een voormalig profvoetballer uit Slowakije. Hij speelde als verdediger voor Slovan Bratislava, AC Ancona en SM Caen. In 2001 beëindigde hij zijn actieve loopbaan.

## Interlandcarrière
Glonek kwam in totaal twaalf keer (nul doelpunten) uit voor het Slowaaks voetbalelftal in de periode 1994-1996, nadat hij daarvoor dertien keer de kleuren had verdedigd van Tsjecho-Slowakije. Hij maakte zijn debuut voor de nationale ploeg van zijn vaderland op 16 augustus 1994 in de vriendschappelijke wedstrijd in Bratislava tegen de Malta (1-1).

## Erelijst
Spartak Trnava
- Beker van Tsjecho-Slowakije

1986
 Slovan Bratislava
- Landskampioen Tsjecho-Slowakije

1992
 SM Caen
- Ligue 2

1996